# Декоративные коллекционные минералы

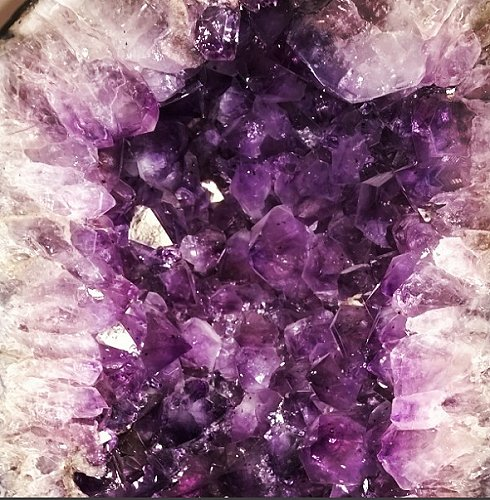
Аметист

Декоративные коллекционные минералы («коллекционные камни») — это образцы минералов и минеральных агрегатов, представляющие научный и учебный интерес, а также имеющие декоративно-художественную ценность в коллекционировании.

## Описание
Учебный коллекционный материал используется в качестве наглядных пособий при преподавании в школах, техникумах, ВУЗах. К нему относятся представительные эталонные образцы разнообразных минералов, горных пород и руд. Эти образцы должны быть наглядными и типичными, с хорошо выраженными диагностическими признаками.
Другой вид коллекционных камней предназначается для научных исследований, а также для составления тематических и музейных коллекций. В этом отношении интересны редкие минералы и горные породы, необычные по облику и размерам минеральные индивиды и другие уникумы минерального мира.
Группа декоративных коллекционных камней имеет не только познавательное, но и прикладное эстетическое назначение: камни используются в качестве эффектных штуфов для украшения интерьеров и музейных экспозиций, их продают в виде сувениров и коллекционных образцов. В эту группу коллекционных камней могут быть объединены внешне привлекательные кристаллы различных минералов, друзы, кристаллические щётки, жеоды, конкреции, натёчные образования и другие минеральные агрегаты, обладающие в естественном виде совершенными кристаллографическими формами, композиционным совершенством и хорошей сохранностью. Такой коллекционный материал близок к ювелирному и поделочному камнесамоцветному сырью, экспонаты не требуют обработки — шлифовки и полировки. Таким образом, именно натуральность является определяющим признаком декоративных коллекционных камней. В виде красивых образований в природе встречаются различные минералы, нередко являющиеся металлическими и неметаллическими полезными ископаемыми. Декоративными могут быть также многие рудные и нерудные (жильные) минералы.

## Наиболее популярные коллекционные минералы
| Самоцветы | Рудные минералы (металлические полезные ископаемые) | Жильные минералы и неметаллические полезные ископаемые |  |
| --- | --- | --- |  |
| Альмандин, амазонит, аметист, берилл, бирюза, гематит-кровавик, горный хрусталь, гроссуляр, данбурит, демантоид, кианит, клиногумит, корнерупин, кунцит, лазурит, малахит, опал, пироп, рубин, сапфир, скаполит, топаз, турмалин, халцедон, хризоберилл, хризолит, цитрин, циркон, шпинель, эвклаз, янтарь и другие. | Антимонит, аурипигмент, вольфрамит, вульфенит, галенит, гётит, диоптаз, ильменит, касситерит, киноварь, колумбит, крокоит, куприт, магнетит, марказит, медь самородная, пирит, пирротин, реальгар, рутил, сфалерит, халькопирит, шеелит и другие. | Адуляр, аксинит, анальцим, андрадит, анкерит, апатит, апофиллит, арагонит, астрофиллит, барит, везувиан, вивианит, галит, гейландит, гипс, датолит, десмин, диопсид, доломит, ильваит, кальцит, клевеландит, кордиерит, лепидолит, микроклин, мусковит, натролит, пектолит, петалит, пренит, рамзаит, сера, ставролит, флогопит, флюорит, эгирин, эпидот и другие. |  |

Источником коллекционных минералов могут быть места их промышленной добычи, месторождения драгоценных и поделочных камней-самоцветов, многие месторождения металлических и неметаллических полезных ископаемых, а также собственно месторождения ценных коллекционных образцов.

## Промышленная группировка месторождений декоративного коллекционного камня
| Группа месторождений | Условия промышленной ценности | Геолого-генетический тип |  |
| --- | --- | --- |  |
| Комплексные месторождения самоцветов и коллекционных минералов                                                                | Наличие декоративных минералов как особой сортовой разновидности цветных камней. Дополнительный экономический эффект от извлечения коллекционного материала существенно повышает рентабельность отработки объекта          | миароловые пегматиты с драгоценными камнями и коллекционными кристаллами мориона, топаза, берилла, турмалина; хрусталеносные кварцевые жилы с друзами кварца, аметиста и т. п. |  |
| Месторождения металлических и неметаллических полезных ископаемых с коллекционными минералами в качестве попутного компонента | Наличие в телах полезных ископаемых минеральных обособлений, имеющих декоративно-художественную или минералогическую ценность. Затраты на отбор декоративного коллекционного материала не превышают его товарной стоимости | Рудоносные кварцевые жилы с друзами кварца, пирита, флюорита и других минералов; известковистые скарны с друзами рудных и нерудных минералов и т. п.                           |  |
| Месторождения собственно коллекционных минералов                                                                              | Наличие рентабельных для отработки скоплений высокодекоративного коллекционного камня | Щелочные пегматиты с астрофиллитом, цирконом, сфеном, эвдиалитом; корундоносные плагиоклазиты; миндалекаменные эффузивы с цеолитами.                                           |  |

## Месторождения декоративных минералов
Декоративные коллекционные камни встречаются во многих месторождениях самого различного происхождения. Из них выделяют: магматические образования (пироп-хризолитсодержащие кимберлиты, основные эффузивы с сапфиром, цирконом и хризолитом), гранитные пегматиты (миароловые, редкометальные, мусковитовые и редкоземельные пегматиты), щелочные (сиенитовые) пегматиты, гидротермально-метасоматические образования (апогранитные грейзены, метасоматиты ультраосновных пород, скарны) гидротермальные месторождения, плутогенные месторождения, вулканогенные месторождения, телетермальные месторождения, метаморфогенные образования, осадочные (эпигенетические) образования, коры выветривания.
Октябрьское железорудное месторождение — Целестиновые породы, обладающие красивым плойчатым рисунком, образуют желваки размером от 4 до 25 — 30 см, редко до 80 см в диаметре, локализуются среди разрушенных туфов и туфо-брекчий пермь- триасового возраста и приурочены к контакту с магнетитовыми рудами. (Барит-целестиновые породы плохо принимают полировку).
Коршуновское железорудное месторождение. В верхней части действующего карьера в зоне скарнирования трещины выполненные почками и наростами серо-зелёного декоративного хлорита. Размер отдельных почек до 8-12 кг. Отмечаются коллекционные образцы граната, исландского шпата, кальцита выполняющих пустоты миаролового типа. В настоящее время карьер эксплуатируется периодически.
Мамско-Чуйский район, голец Осенний — Чуйское рудное поле. В кварцевой жиле № Ж-406 друзы темно-зеленого актинолита.
Мамско-Чуйский район, рудник Витимский — Максиминское рудное поле пегматитов. Дистен светло-синий, голубой, кристаллы трещиноваты.
Слюдянская группа месторождений. Контактово-метасоматическое проявление флогопита, в ассоциации с флогопитом многочисленные минералы: апатит, байкалит, кальцит, шпинель, скаполит, ильменит, гранат, ортоклаз, тремолит, форстерит, гидрослюды, графит, пирит, пирротин, барит, а также везувиан, сфен и ортит. Есть упоминание об ювелирных разновидностях шпинели, апатита и диопсида.
Рудник № 2 — Флогопитовое месторождение докембрийского возраста — метасоматические диопсидовые породы с гнёздами и прожилками флогопита, мощностью 2-3 до 15- 20 м, протягивается на сотни метров вдоль контакта основных кристаллосланцев с карбонатными породами. Вдоль контакта — апатит-кальцит-кварц-диопсидовые породы с прослоями мраморов.
Флогопитовые жилы с крупно-гигантокристаллической ассоциацией кальцита, флогопита, диопсида, паргасита, скаполита, фторапатита, гиалофана. Все минералы, кроме кальцита образуют правильные, хорошо огранённые кристаллы, иногда значительных размеров.
Джидинское — Вольфрамовое месторождение с богатыми минеральными ассоциациями: сера, золото, молибденит, галенит, сфалерит, ковеллин. Отмечены халькопирит, пирит, блеклая руда, линдстремит, флюорит, парагерксутит, кварц, халцедон, ферримолибдит, тунгстит, окислы марганца, кальцит, анкерит, родохрозит (в друзах в виде ромбических кристаллов в пустотах растворения среди жильного кварца), малахит, азурит, полевые шпаты, мусковит, жильбертит, каолин, апатит (в друзовых пустотах жильного кварца до 1,5 см таблитчатых кристаллов, прозрачный с голубоватым или розоватым оттенком), триплит, гипс, гюбнерит, шеелит, берилл (мелкие кристаллы в микроклин-кварцевых прожилках с ильменорутилом), топаз (в жилах в мелких зёрнах и грейзенизированных породах), гранат (в одной из молибденитовых жил крупные кристаллы тёмно-красного цвета), флюорит. Упоминается опал (Кушнарев И. П.). Возможен отбор коллекционных образцов, составление учебных коллекций.
Барун-Алцакское-2 — Выявлена группа декоративных, коллекционных минералов: друзы зелёного флюорита с мелкокристаллической присыпкой кварца и корочками голубоватого халцедона, щетки снежно-белого, мелкокристаллического кварца, друзы и щетки мелко и средне кристаллического горного хрусталя.
На Тулунском угольном разрезе в толще угленосных пород встречаются стяжения и гнездовые скопления кристаллов марказита размером до 0,2- 0,4 м в поперечнике.

## Требования к качеству декоративных коллекционных камней
Оценка качеств коллекционных камней включает в себя выявление его минералогической и декоративно художественной ценности. Декоративные минералы разделяют на 4 сорта:
Высший сорт — редкие и уникальные в минералогическом и декоративно-эстетическом отношении коллекционные образцы, имеющие музейное качество 
Первый сорт — образцы высокого качества, предназначенные для демонстрации на выставках, украшения интерьеров и коллекционирования.
Второй сорт — рядовые образцы, в основном предназначенные для коллекционеров-любителей
Третий сорт — материал для комплектования минералогических, сувенирных, познавательных и учебных коллекций.
В России основными требования к качеству коллекционных камней, представленных отдельными кристаллами, друзами минералов, кристаллическими агрегатами и минералами-вкрапленниками в горных породах, определяется отраслевым стандартом (ОСТ 41-01-143-79 «Минералы и горные породы для коллекций»).

## Определение качества коллекционных камней
Определение качества коллекционных камней — весьма важная и ответственная операция, от которой зависит окончательное решение вопроса о возможности практического использования коллекционного материала.
 Параметры влияющие на декоративность коллекционных минералов
1. Минеральный состав — принадлежность коллекционного материала к определённому минеральному виду или минеральной ассоциации имеет первостепенное значение при качественной оценке. На оценку влияет распространённость минерала в природе, редкость минералов для определённых месторождений, принадлежность к редким или необычным минеральным ассоциациям, наличие включений, которые могут рассматриваться и как недостаток, и как достоинство. Редкость минерального вида включений ещё больше повышает ценность образца.
2. Структура и текстура коллекционных камней в значительной степени влияют на их декоративность и определяют их принадлежность к тому или иному морфогенетическому типу, предусмотренному техническими требованиями. Для целого ряда камней, таких как малахит, агат и другие, структурно-текстурные особенности обуславливают разнообразие рисунков, которые в сочетании с окраской придают камню декоративность. рисунчатые разновидности одноимённого минерального агрегата обычно ценятся выше, чем нерисунчатые.
3. Кристаллографические формы. Хорошо образованные кристаллы и их сростки имеют повышенную минералогическую и декоративную ценность. Признаками хорошо образованных кристаллов служат блестящие грани, отсутствие входящих углов (исключая двойниковые срастания), равномерное развитие однородных простых форм. Как дефекты рассматриваются: шероховатость граней, притуплённые или закруглённые рёбра, следы растворения, травления и другие искажения облика кристалла. По степени сохранности кристаллографических форм выделяют индивиды с высокой, хорошей и удовлетворительной сохранностью. Требования к сохранности кристаллографической формы снижаются в зависимости от редкости минерального вида или разновидности минерала.
4. Морфологическими особенностями, повышающими минералогическую и коллекционную ценность образцов, могут быть редко встречающиеся или нехарактерные и необычные кристаллографические формы, а также двойники, тройники и другие закономерные сростки. На гранях кристаллов можно практически всегда обнаружить штриховку и фигуры травления, которые могут придавать образцу дополнительный минералогический интерес. Декоративность зависит также от степени проявления оптических свойств: прозрачности, характера распределения и интенсивности окраски, степени блеска, а также специфических световых эффектов.
5. Прозрачность кристаллов является важнейшим показателем их декоративности. Выделяют прозрачные, полупрозрачные, просвечивающие и непрозрачные минералы. Для коллекционных целей выделяют минералы всех групп, но более всего ценятся минералы с хорошей прозрачностью. Наиболее интересны прозрачные разновидности минералов, для которых это не характерно (касситерит, сфалерит, данбурит).
6. Окраска — Для многих минералов характерны значительные колебания цвета, интенсивности и равномерности окраски. По интенсивности окраски выделяют индивиды сильно-, средне- и слабоокрашенные. Дефектами является бледная окраска и помутнения. Высоко ценятся минералы с яркой, равномерной и интенсивной окраской. Особый интерес представляют зонально окрашенные — полихромные кристаллы, например, эльбаиты, двухцветные топазы и другие. Различают окрашенные разновидности одного и того же минерала. Например для кварца (бесцветная окраска — горный хрусталь, жёлтая — цитрин, фиолетовая — аметист, смоляно-чёрная — морион), для эльбаита (бесцветная окраска — ахроит, синяя — индиголит, зелёная — верделит, красная — рубеллит) и т. п. Оценивают также степень редкости окраски минералов.

Общая декоративность коллекционного материала обусловлена не только качеством минералов, составляющих друзы и агрегаты, но и некоторыми показателями общего характера. К ним относятся форма кристаллических срастаний минералов, степень их оригинальности и разнообразия, композиционная законченность образцов.

## Дефекты
На качество и ценность коллекционного большое влияние оказывают дефекты и их количество.
1. Механические дефекты — нередко возникают при отборе материала, его транспортировке и обработке — обогащении и облагораживании. Заключаются они в появлении сколов граней или вершин кристаллов, царапин, трещин и т. д.
2. Природные дефекты — формируются в ходе кристаллизации минералов. К ним относят газово-жидкие и твёрдые включения, вуали, замутнения, следы травления и выщелачивания, а также «рубашки» — корочки, плёнки и присыпки на гранях кристаллов. Однако следует заметить, что все эти образования не всегда могут рассматриваться как дефекты и как было сказано выше могут повышать коллекционную ценность образцов. Количество существующих дефектов выражается в процентах по отношению либо к площади поверхности или объёму кристалла для отдельных кристаллов. Допустимое количество механических и природных дефектов устанавливается отраслевым стандартом (ОСТ 41-01-143-79 «Минералы и горные породы для коллекций») с учётом редкости минерального вида и индивидуальных особенностей кристаллов.

## Размеры
К размерам коллекционного камня предъявляют определённые требования. Декоративные и художественные особенности отдельных кристаллов и друз, кристаллических агрегатов наиболее эффектно проявляются в крупных штуфах. Крупные размеры коллекционного камня — важное качество музейных образцов. Действующим ОСТом регламентируются минимальные размеры коллекционных минералов, друз и штуфов. Для редких минералов минимальные размеры кристаллов принимаются равными 10 мм, а для более распространённых видов 30-50 мм. Этот размер определяется по длинной оси кристалла. По размерам кристаллы делят на мелкие, средние (типичные для данного минерала) и крупные (больше средних в 2-3 раза). Для друз общий размер устанавливается по площади основания друзы, и в соответствии с требованиями отраслевого стандарта составляет от 0,1 до 0,3 дм². Для наиболее редких декоративных минералов (демантоид, уваровит) допускается площадь основания образцов 0,1-0,15 дм². Для наиболее распространённых минералов, таких как полевые шпаты минимальный допустимый размер увеличивается до 3 дм². Размеры отдельных кристаллов большинства минералов в друзе или кристаллическом агрегате в соответствии с требованиями должны составлять не менее 3-5 мм. Для более редких минералов (демантоид, уваровит) возможны меньшие размеры. Для штуфного материала, представленного минералами вкрапленниками в породе, форма и максимальные размеры не регламентируются. Величина коллекционных штуфов обычно составляет не менее 40-50 мм, а размеры вкрапленников должны быть достаточными для макроскопического определения минерала.

## Методика оценки
Процесс оценки качества коллекционных камней включает нескольких стадий.
1. Рудоразборка и полевая сортировка коллекционного камня проводится на месте его добычи и заключается в их отделении от вмещающих пород и их отбраковки. Руководствуются следующими критериями: крупность размеров кристаллов, редкие кристаллографические формы, редкие парагенетические ассоциации, окраска минералов, огранка кристаллов, просвечиваемость и блеск, размеры и распределение кристаллов на лицевой поверхности, содержание природных и механических дефектов и др.
2. Лабораторное обогащение — очистка от пыли, грязи, удаление хрупких налётов и корочек, излишков вмещающих пород, вскрытие жеод, желваков, прожилков. Завершается разделение материала по видам коллекционного камня на отдельные кристаллы, друзы, кристаллические агрегаты, кристаллы — включения в породе.
3. Качественная оценка с выделением сортовых разновидностей

В отличие от самоцветов, декоративно-качественная характеристика которых определяется главным образом окраской камня, её интенсивностью и типом рисунка, для оценки качества декоративных коллекционных минералов используется большее количество оценочных параметров. Значение этих параметров для разных минералов неодинаково. Выделение определённых сочетаний качественных признаков, отвечающих различным сортовым разновидностям коллекциооного камня, представляет наиболее сложную и ответственную задачу оценки.
Для характеристики качества коллекционных камней удобно пользоваться эталонами — типовыми разновидностями камня из наиболее известных месторождений. Одной и той же сортовой разновидности камня могут соответствовать несколько эталонных типов с разным сочетанием качественных признаков, но имеющих примерно одинаковую минералогическую и декоративно-художественную ценность.

## Галерея

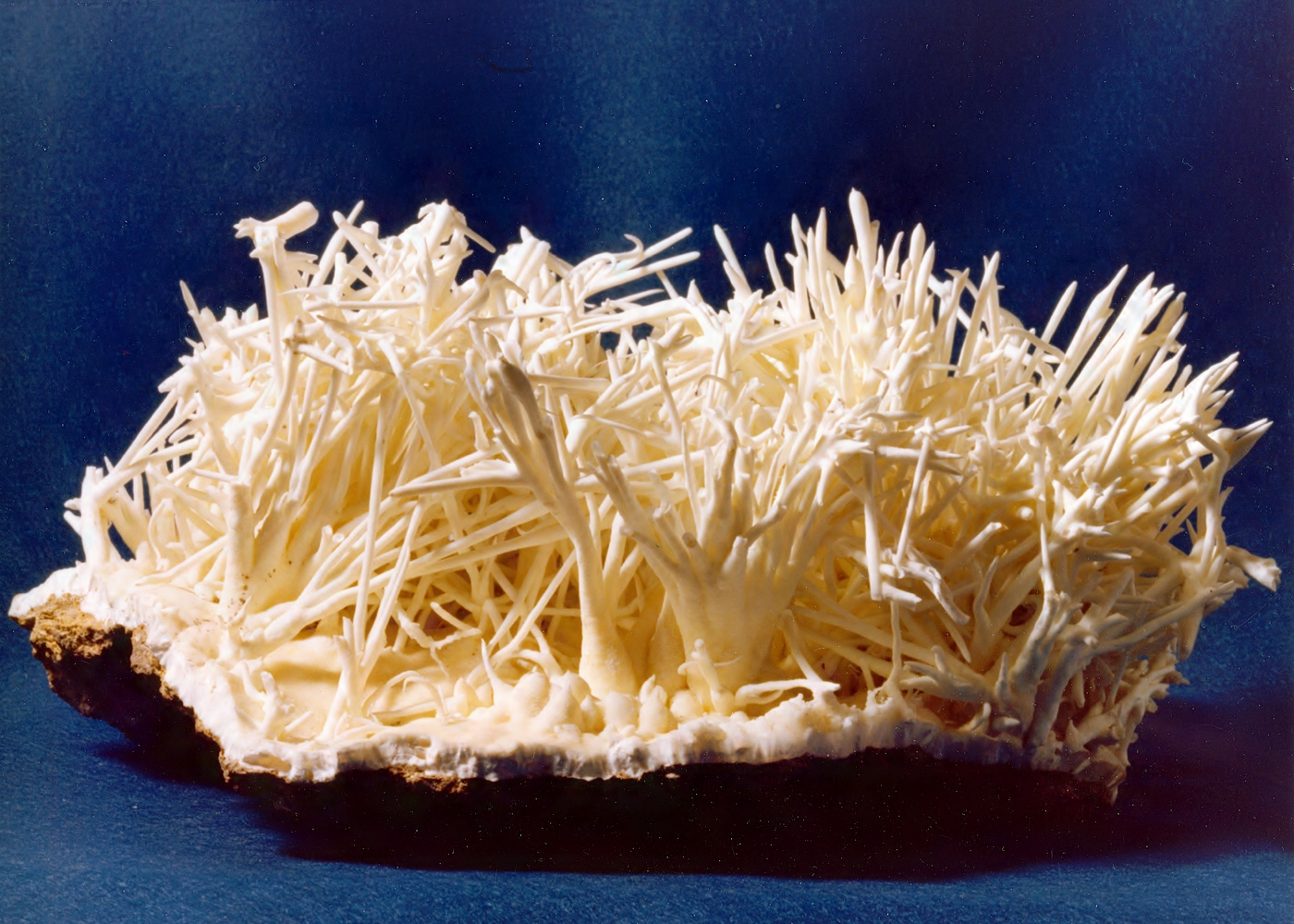
Арагонит
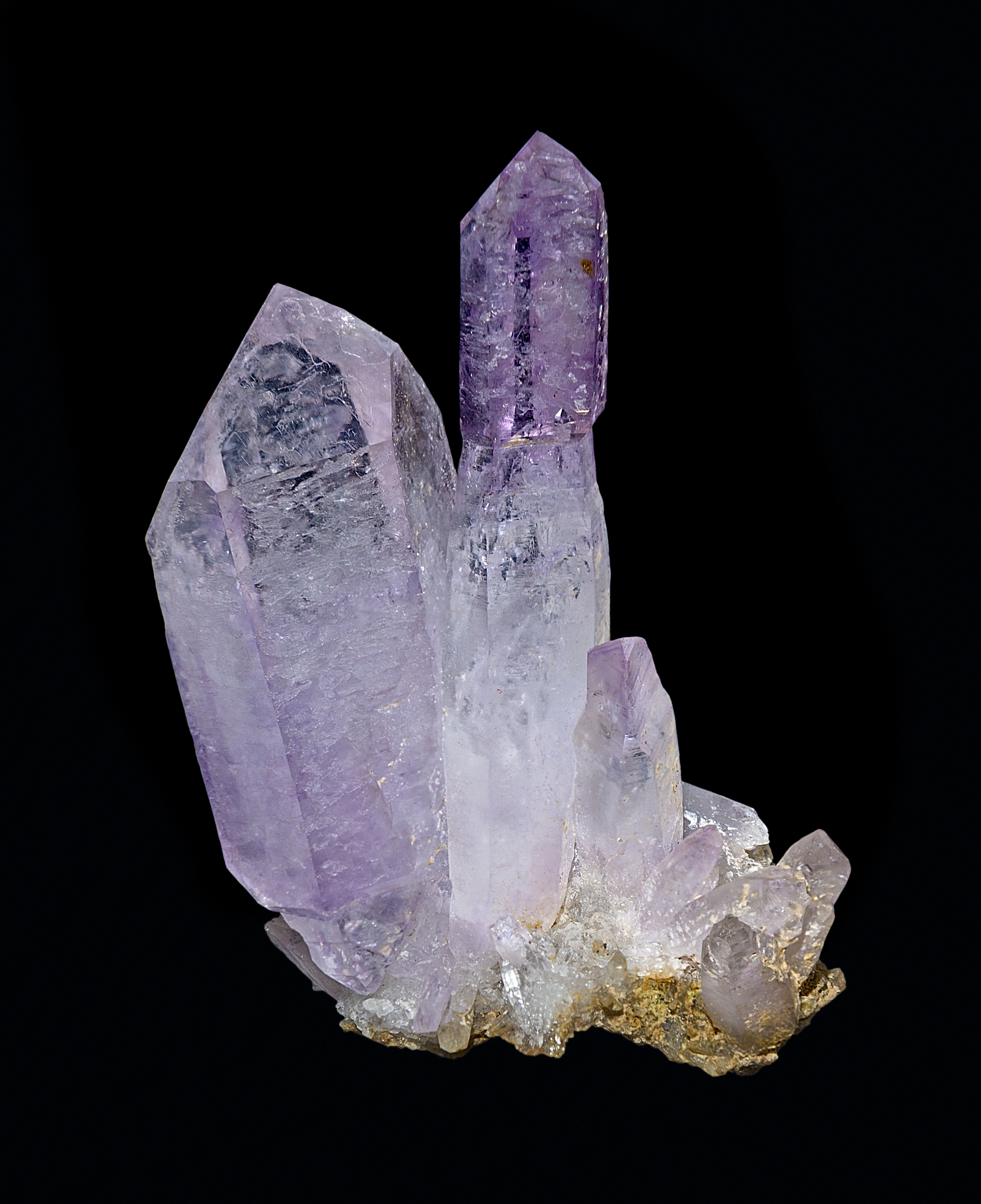
Аметист (кварц)
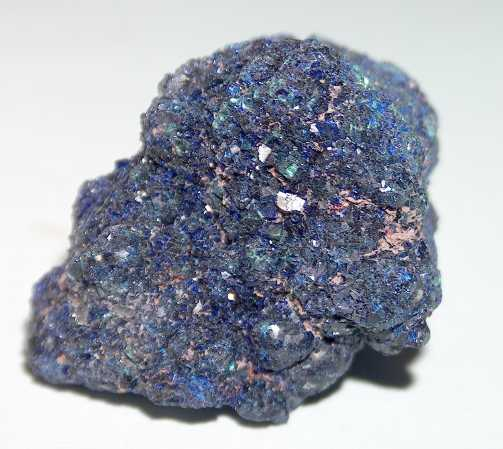
Азурит
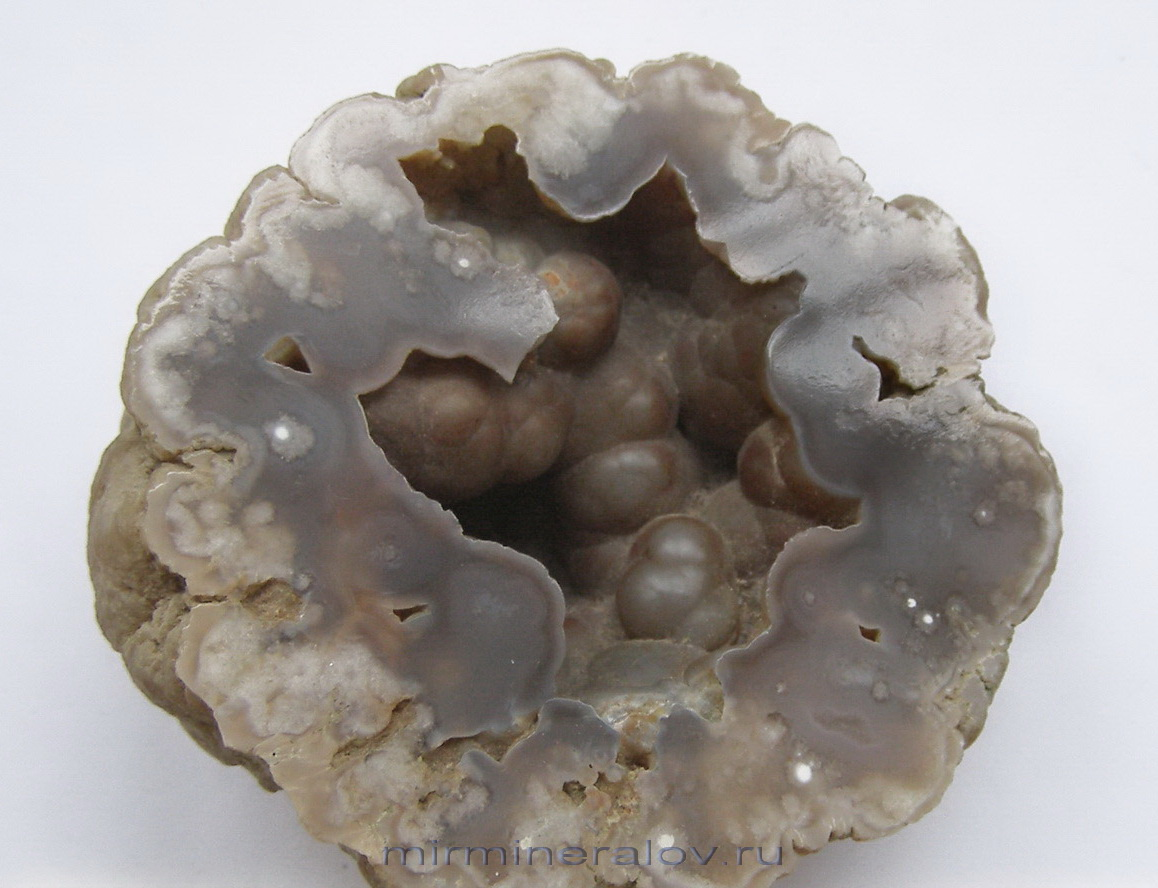
Оолитовый халцедон.